# مورای (کالیفرنیا)
مورای (به انگلیسی: Murray) یک منطقهٔ مسکونی در ایالات متحده آمریکا است که در شهرستان کینگز، کالیفرنیا واقع شده‌است. مورای ۷۸ متر بالاتر از سطح دریا واقع شده‌است.